# Biserica greco-catolică din Giurtelecu Șimleului
Biserica greco-catolică Sf. Arhangheli a fost o biserică din Giurtelecu Șimleului, Sălaj, construită în 1819. A fost una dintre primele biserici românești de piatră din Comitatul Crasna. Pașoptistul Ioan Lobonțiu, autorul Vasiliu Criste, deputatul Ioan Taloș, scriitorul și deținutul politic Alexandru Rațiu au fost preoți la biserică.

## Istoric
"La recensământul realizat de episcopul Inocențiu Micu-Klein în 1733, la Giurtelec exista o biserică de lemn și o casă parohială, iar preot era George." Biserica de lemn aparținea cultului greco-catolic și a fost demolată la începutul secolului al XIX-lea.
Biserica de piatră s-a edificat la 1819, prin contribuția localnicilor. A fost una dintre primele biserici românești de piatră din Comitatul Crasna; înainte de secolul XVIII, românii nu aveau drept să-și construiască biserici din piatră. Biserica de piatră din Giurtelecu Șimleului a fost construită pe locul altei biserici de lemn. Biserica din Lompirt a aparținut de această parohie. Casa parohială a fost zidită în 1854. Biserica a fost demolată în 1973 din cauzǎ cǎ prezenta mari fisuri în ziduri.

## Lagături externe
- hu  Istoric Giurtelec